# أبو الطاهر الذهلي
أبو الطاهر محمد بن أحمد بن عبد الله بن نصر الذهلي ( 280 هـ - 367 هـ / 893م - 978م): فقه مالكي محدث.
من قضاة مصر، ومحدث زمانه. وكان شاعرا حسن البديهة، مناظرا قوي الحجة، جوادا، قال عنه الصفدي: «وَكَانَ مفوها حسن البديهة، شَاعِرًا، حَاضر الْحجَّة، عَلامَة عَارِفًا بأيام النَّاس، وَكَانَ غزير الْحِفْظ، لَا يمله جليسه»، وقال عنه الذهبي:«الإِمَامُ، العَالِمُ، المُسْنِدُ، المُحَدِّثُ، قَاضِي القُضَاةِ، أَبُو الطَّاهِرِ مُحَمَّدُ».
أصله من البصرة. ولي قضاء بغداد نحو أربعة أشهر سنة 329 هـ، ثم ولاه المستكفي قضاء الشرقية (ببغداد) سنة 334 هـ نحو خمسة أشهر. وولي قضاء مصر سنة 348 هـ فاستمر إلى أن دخل جوهر الصقلي مصر، فأقره وألزمه أن يحكم في المواريث والطلاق والهلال بقول الشيعة. ووصل المعز لدين الله فأشرك معه في القضاء علي بن النعمان. وأصيب بفالج، فصرف عن العمل سنة 360 هـ وأقام بمصر إلى أن توفي.

## مؤلفات
- حديث أبي الطاهر الذهلي.